# Харлем (футбольный клуб)
«Харлем» — бывший нидерландский профессиональный футбольный клуб из города Харлем, клуб был основан 1 октября 1889 года, и тем самым является одним из старейших клубов Нидерландов. «Харлем» побеждал в чемпионате Нидерландов и дважды становился обладателем национального кубка. Домашние матчи команда проводила на стадионе «Харлем», его вместимость составляет 3,5 тыс. зрителей. В сезоне 2008/2009 «Харлем» выступает в Первом дивизионе Нидерландов. Российским болельщикам клуб запомнился, как соперник московского «Спартака» в печально известном матче, во время которого на трибунах «Лужников» в давке погибло 66 человек.
25 января 2010 года клуб объявил о своём банкротстве. «Харлем» не смог найти инвестора, который согласился бы взять на себя долги клуба. Последний матч клуб провёл 22 января против «Эксельсиора», игра была проиграна со счётом 0:3.
Техническим директором клуба некоторое время был знаменитый футбольный агент Мино Райола, игравший в молодёжном составе «Харлема» и позже ставший главой молодёжной команды.

## Достижения
- Чемпион Нидерландов (1): 1945/46
- Обладатель Кубка Нидерландов (2): 1901/02, 1911/12

## Бывшие игроки
Полный список игроков клуба «Харлем», о которых есть статьи в Википедии, см. здесь
Клуб поощряет игроков званием нидерл. Lid van verdienste. Среди получивших за свои заслуги перед клубом — Виггерт Антон ван Дален.

## Тренеры
- Дик Адвокат